# Coti-Chiavari
Coti-Chiavari är en kommun i departementet Corse-du-Sud på ön Korsika i Frankrike. Kommunen ligger  i kantonen Santa-Maria-Siché som tillhör arrondissementet Ajaccio. År 2022 hade Coti-Chiavari 731 invånare.

## Befolkningsutveckling
Antalet invånare i kommunen Coti-Chiavari
Referens:INSEE